# Астерофора
Астерофора (Asterophora) — рід грибів родини Lyophyllaceae. Назва вперше опублікована 1809 року. Астерофори є паразитами вищих грибів з родів сироїжка та хрящ-молочник.

## Класифікація
До роду Asterophora відносять 4 види:
- Asterophora lycoperdoides
- Asterophora mirabilis
- Asterophora parasitica
- Asterophora salvaterrensis